# La farfalla granata (romanzo)
La farfalla granata è un romanzo di Nando dalla Chiesa pubblicato nel 1995 e incentrato sulla vita di Luigi Meroni.

## Adattamenti
Dal libro è stato tratto l'omonimo film TV di Paolo Poeti.